# Mesochorus ovimaculatus
Mesochorus ovimaculatus là một loài tò vò trong họ Ichneumonidae.